# Brokträsket
Brokträsket är en sjö i Vindelns kommun i Västerbotten och ingår i Umeälvens huvudavrinningsområde. Sjön har en area på 0,957 kvadratkilometer och ligger 244,2 meter över havet. Sjön avvattnas av vattendraget Hjuksån.

## Delavrinningsområde
Brokträsket ingår i det delavrinningsområde (715378-169181) som SMHI kallar för Utloppet av Brokträsket. Medelhöjden är 266 meter över havet och ytan är 12,61 kvadratkilometer. Räknas de 7 avrinningsområdena uppströms in blir den ackumulerade arean 50,69 kvadratkilometer. Hjuksån som avvattnar avrinningsområdet har biflödesordning 3, vilket innebär att vattnet flödar genom totalt 3 vattendrag innan det når havet efter 129 kilometer. Avrinningsområdet består mestadels av skog (61 procent) och sankmarker (24 procent). Avrinningsområdet har 1,03 kvadratkilometer vattenytor vilket ger det en sjöprocent på 8,2 procent.